# Bralleville
Bralleville település Franciaországban, Meurthe-et-Moselle megyében. Lakosainak száma 167 fő (2022. január 1.). Bralleville Marainville-sur-Madon, Germonville, Jevoncourt, Xirocourt, Battexey és Hergugney községekkel határos.

## Népesség
A település népességének változása:
| Lakosok száma | 127  | 122  | 163  | 164  | 185  | 177  | 174  | 174  | 171  | 167  |
|               | 1968 | 1982 | 1999 | 2006 | 2011 | 2015 | 2017 | 2018 | 2020 | 2022 |